# Andrea di Bonaiuto

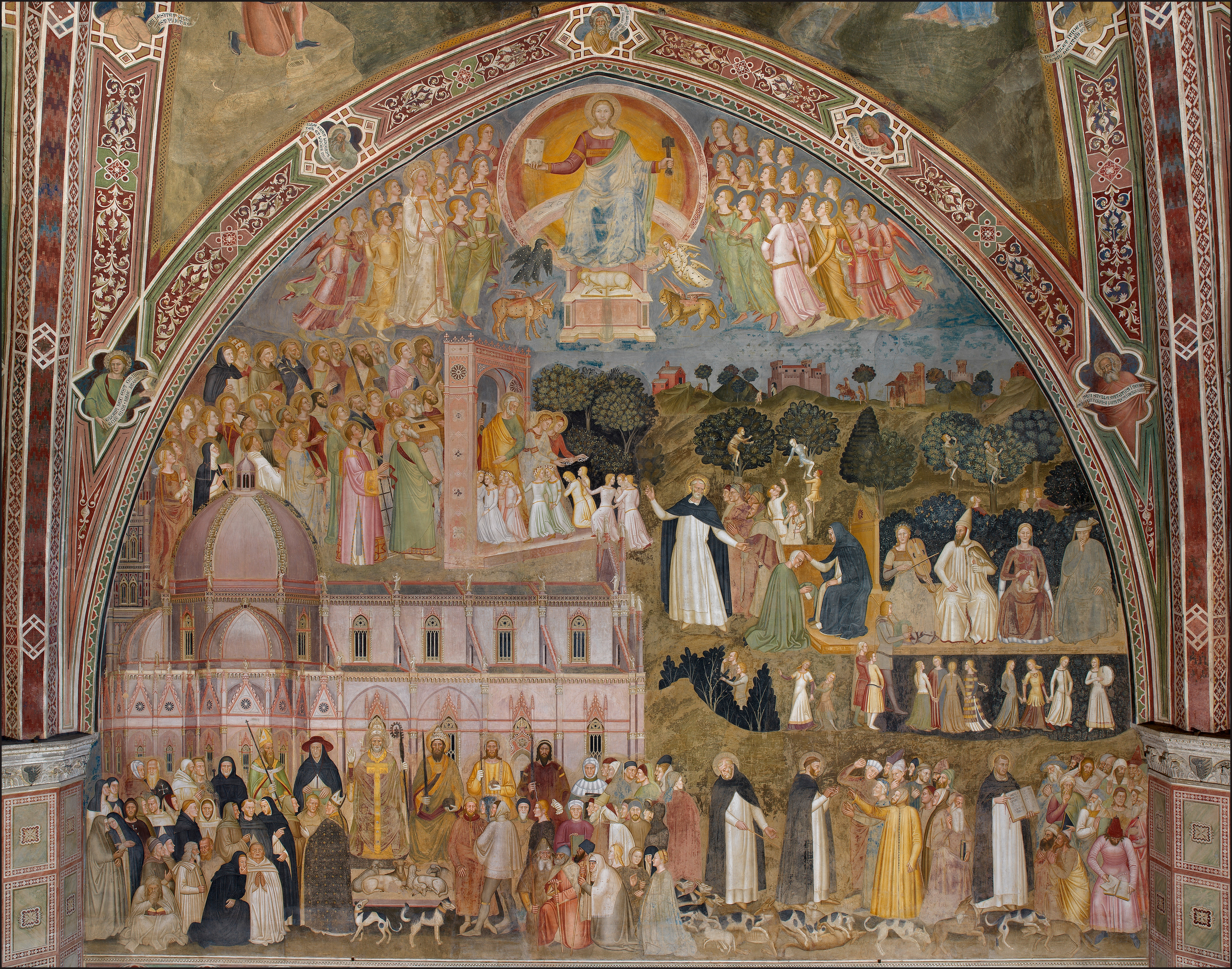
Fresko in der Spanischen Kapelle, Santa Maria Novella, Florenz

Andrea di Bonaiuto, Andrea Bonaiuti (Buonaiuto) oder auch Andrea da Firenze (* 14. Jahrhundert in Florenz; † 1379 in Florenz) war ein Florentiner Maler.

## Leben
Andrea de Bonaiuto ist 1346 als Mitglied der Florentiner Gilde der Ärzte und Apotheker, zu der auch die Maler gehörten, nachgewiesen.
1355 ging er nach Pisa, wo er rund 10 Jahre tätig war. Nach seiner Rückkehr nach Florenz erhielt er von Buonamico Guidalotti, einem reichen Florentiner Bürger und Mäzen, den Auftrag, den Kapitelsaal des Dominikanerklosters von Santa Maria Novella auszumalen. Die Konzeption des Bilderzyklus, der Thomas von Aquin ehrt, den christlichen Glauben allegorisch darstellt und in dem sich die Theologie der Dominikaner niederschlägt, stammt wahrscheinlich von dem Dominikaner Jacopo Passavanti, der im Konvent von Santa Maria Novella lebte.
Von 1365 bis 1367 war Bonaiuto beteiligt an der Planung für den Florentiner Dom. Nach einem kurzen Aufenthalt in Orvieto kehrte er 1375 nach Florenz zurück, wo er ein Tafelbild des hl. Lukas für das Kloster Santa Maria Nuova malte. 1377 erhielt er einen Auftrag, in Pisa ein Altarbild zu malen sowie ein Fresko für den Camposanto, das nicht mehr erhalten ist.